# St. Marys Point (Minnesota)
St. Marys Point es una ciudad ubicada en el condado de Washington en el estado estadounidense de Minnesota. En el Censo de 2010 tenía una población de 368 habitantes y una densidad poblacional de 365,26 personas por km².

## Geografía
St. Marys Point se encuentra ubicada en las coordenadas 44°54′39″N 92°46′8″O / 44.91083, -92.76889. Según la Oficina del Censo de los Estados Unidos, St. Marys Point tiene una superficie total de 1.01 km², de la cual 1.01 km² corresponden a tierra firme y (0%) 0 km² es agua.

## Demografía
Según el censo de 2010, había 368 personas residiendo en St. Marys Point. La densidad de población era de 365,26 hab./km². De los 368 habitantes, St. Marys Point estaba compuesto por el 98.64% blancos, el 0% eran afroamericanos, el 0.27% eran amerindios, el 0.54% eran asiáticos, el 0% eran isleños del Pacífico, el 0% eran de otras razas y el 0.54% pertenecían a dos o más razas. Del total de la población el 0.27% eran hispanos o latinos de cualquier raza.